# هنري دارسي
هنري فيليبرت جاسبارد دارسي (بالفرنسية: Henry Darcy)‏ (10 يونيو 1803-3 يناير 1858) عالم فرنسي قدم إسهامات مهمة في علم الهيدروليكا.

## حياته
ولد في ديجون، فرنسا وبالرغم من موت أبيه في 1817 عندما كان عمره 14 عاما، تمكنت أمه من اقتراض بعض الأموال من أجل تعليمه. في 1821 التحق بالمدرسة متعددة التقنيات في باريس، ونقل بعدها بسنتين إلى المدرسة الوطنية للجسور والطرق، مما أدى إلى توظيفه في هيئة الجسور والطرق.
و قابل امرأة إنجليزية اسمها هينريت كاري، التي كانت تعيش عائلتها في ديجون، وتزوجها في عام 1828.
كعضو في الهيئة، بنى نظام توزيع الماء المضغوط في ديجون بعد فشل محاولات تزويد الماء العذب عن طريق حفر الآبار. النظام حمل الماء من نبع روسوير على بعد 12.7 كيلومتر خلال قناة مغطاة إلى خزانات قريبة من المدينة، التي كانت تغذي شبكة من 28000 متر من الأنابيب المضغطوطة لتوصل المياه إلى معظم المدينة. النظام كان مغلقا تماما ومضغوطا بواسطة الجاذبية، ولهذا فإنه لم يحتج منقيات أو مضخات. كما اشترك في العديد من الأعمال العامة الأخرى في ديجون وحولها، كما شارك في سياسة حكومة مدينة ديجون.
خلال هذه الفترة عدل معادلة بروني من أجل حساب الخسارة الهيدروليكية نتيجة الاحتكاك التي بعد العديد من التعديلات من يوليوس فيسباخ أصبحت معروفة بمعادلة دارسي-فايسباخ [الإنجليزية] ولا تزال تستخدم حتى اليوم.
في 1848 أصبح رئيس المهندسين في ديجون. بعدها غادر ديجون من أجل الضغط السياسي ولكنه ترقى إلى المدير الرئيسي للماء والأرصفة واستلم مكتبا في باريس. بينما كان في هذا المكان، استطاع أن يركز أكثر على بحثه الهيدروليكي، خصوصا على سيولة واحتكاك الفاقد في الأنابيب. خلال هذه الفترة طور تصميم أنبوبة بيتوت، التي تستخدم في شكلها هذا حتى يومنا هذا.
و استقال من وظيفته في 1855 بسبب صحته السيئة، ولكن سمح له بالاستمرار في بحثه في ديجون. في 1855 و 1856 أجرى التجارب الأساسية التي أسست ما عرف فيما بعد بقانون دارسي وطور أوليا من أجل وصف حركة تدفق الرمال، التي تم تعميمها فيما بعد إلى حالات كثيرة وتستخدم الآن على مستوى واسع. وحدة نفاذية السائل، دارسي، سميت تكريما لعمله.
مات بمرض رئوي خلال رحلته لباريس في 1858، ودفن في ديجون.

## روابط خارجية
- هنري دارسي على موقع الموسوعة البريطانية (الإنجليزية)